# Zack Greinke
Donald Zackary Greinke(/ˈɡreɪŋki/ GRAIN-kee, sinh ngày 21 tháng 10 năm 1983) là một cầu thủ bóng chày chuyên nghiệp người Mĩ. Hiện anh đang thi đấu cho cầu lạc bộ Kansas City Royals của Giải bóng chày nhà nghề Mỹ.